# .li
.li — в Інтернеті, національний домен верхнього рівня (ccTLD) для Ліхтенштейну.